# Deborah Kay Davies
Deborah Kay Davies (* in Pontypool, walisisch: Mhont-y-pwl, County Borough Torfaen, Wales, Großbritannien) ist eine walisische, in englischer Sprache schreibende Schriftstellerin.

## Leben
Davies schloss die Universität Cardiff, walisisch: Brifysgol Caerdydd, mit dem Grad M.A. im Fach Creative Writing ab. Ihre weitere Ausbildung absolvierte sie an der University of Glamorgan. Ihren ersten Roman veröffentlichte sie 2006 bei dem walisischen Verlag Parthian Books. Bis 2011 folgten zwei weitere Veröffentlichungen, von denen der Roman True Things About Me im Jahr 2011 in deutscher Sprache verlegt wurde. 2021 wurde die Verfilmung True Things veröffentlicht.

## Preise und Auszeichnungen
- 2009: Wales Book of the Year für Grace, Tamar and Laszlo the Beautiful, Preisgeld: 10.000 £.

## Veröffentlichungen
- Things You Think I Don't Know, Roman. Parthian Books, Cardigan 2006. ISBN 1-905762-21-6
- Grace, Tamar and Loszlo the Beautiful. Parthian Books 2008. ISBN 978-1-905762-90-3
- Treue Things About Me. Faber and Faber, London 2011. ISBN 978-0-86547-854-1
  - deutsch: Bedingungslos; aus dem Englischen von Simone Jakob. Kein & Aber Verlag, Zürich 2011. ISBN 978-3-0369-5587-2[1]